# Eye of the Zombie
Eye of the Zombie es el cuarto álbum de estudio del músico estadounidense John Fogerty, publicado por la compañía discográfica Warner Bros. Records en octubre de 1986. Fue el primer álbum que contó con el respaldo de un grupo de acompañamiento e incluyó «Change in the Weather» y «Wasn't That a Woman», inspirados en la Creedence Clearwater Revival, así como «Soda Pop», su primera incursión en el sonido funk y R&B de Motown. 
A diferencia de su predecesor, Eye of the Zombie obtuvo peores críticas de la prensa musical y un resultado comercial tibio, a pesar de obtener una nominación a los Grammy en la categoría de mejor interpretación vocal de rock masculina. Fogerty no ha interpretado ninguna de las canciones de Eye of the Zombie desde su gira de 1986, a excepción de «Change in the Weather», que regrabó en el álbum The Blue Ridge Rangers Rides Again.
Después de Eye of the Zombie, Fogerty no volvió a publicar un nuevo álbum en doce años, hasta el lanzamiento de Blue Moon Swamp en 1997.

## Lista de canciones
Todas las canciones escritas y compuestas por John Fogerty. 
| N.º | Título                  | Duración |  |
| 1.  | «Goin' Back Home»       | 3:34     |  |
| 2.  | «Eye of the Zombie»     | 4:35     |  |
| 3.  | «Headlines»             | 4:29     |  |
| 4.  | «Knockin' on Your Door» | 4:18     |  |
| 5.  | «Change in the Weather» | 6:48     |  |
| 6.  | «Violence Is Golden»    | 5:20     |  |
| 7.  | «Wasn't That a Woman»   | 4:12     |  |
| 8.  | «Soda Pop»              | 5:54     |  |
| 9.  | «Sail Away»             | 4:41     |  |

## Personal
- John Fogerty: voz, guitarra y teclados
- Neil Stubenhaus: bajo
- John Robinson: batería
- Alan Pasqua: teclados (en «Knockin' on Your Door»)
- Bobby King, Willie Greene Jr., Terry Evans: coros

## Posición en listas
| País           | Lista                 | Posición |
| -------------- | --------------------- | -------- |
| Austria        | Alben Top 75          | 15       |
| Canadá         | Canadian Albums Chart | 23       |
| Estados Unidos | Billboard 200         | 26       |
| Noruega        | VG-lista              | 9        |
| Suecia         | Albums Top 60         | 7        |